# Pietro Nuti
Pietro Nuti (Génova, 1 de mayo de 1928–Turín, 24 de enero de 2023), fue un actor italiano.

## Biografía
Su carrera como actor comenzó y se desarrolló sobre todo en el teatro, primero en el Teatro Stabile Eleonora Duse de Génova y luego en el Piccolo de Roma. Formó parte de la empresa de Dario Fo durante cinco años. Obtuvo grandes reconocimientos interpretando Il bell'in differente de Jean Cocteau y en el papel del viejo Farinelli en el espectáculo Farinelli, de Sandro Cappelletto, diálogo a dos voces con el sopranista Angelo Manzotti.
En el cine participó en una decena de películas, siempre en papeles secundarios o de personajes con carácter. Protagonizó Le vigne di Meylan (1993) junto a su esposa Adriana Innocenti . Destacó el papel del médico de la prisión en la película de 1971 La investigación está cerrada: se te olvida. Participó en numerosas películas y series de televisión, entre las que cabe destacar su interpretación del mariscal Badoglio en Maria José - La última reina dirigida por Carlo Lizzani (2001).
Falleció el 24 de enero de 2023, a la edad de 94 años.

## Filmografía
- La investigación está cerrada: te olvidas, dirigida por Damiano Damiani (1971)
- En nombre del pueblo italiano, dirigida por Dino Risi (1971)
- El general duerme de pie, de Francesco Massaro (1972)
- El caso Pisciotta, dirigida por Eriprando Visconti (1972)
- Las últimas horas de una virgen, de Gianfranco Piccioli (1972)
- Mujeres empresarias, episodio de Quién dice mujer dice mujer, dirigida por Tonino Cervi (1976)
- Todo Modo, dirigida por Elio Petri (1976)
- Il petomane, dirigida por Pasquale Festa Campanile (1983)
- Joan Lui - Pero un día llegaré al país un lunes, de Adriano Celentano (1985)
- El coraje de hablar, dirigida por Leandro Castellani (1987)
- Los viñedos de Meylan, dirigida por Rocco Cesareo (1993)
- Maria José - La última reina, dirigida por Carlo Lizzani (2001)
- Fuga de cerebros, dirigida por Paolo Genovese (2013)

### Películas de televisión
- El arma secreta, dirigida por Leonardo Cortese (1963)
- Los justos, de Enrico Colosimo (1970)
- La carrera, dirigida por Flaminio Bollini (1973)
- Verás que cambiará, dirigida por Paolo Poeti (1976)
- La telaraña, dirigida por Mario Ferrero (1980)
- La usura, dirigida por Maurizio Rotundi (1981)
- Benedetta y compañía, dirigida por Alfredo Angeli (1983)
- Roma: 16 de octubre de 1943, dirigida por Pino Passalacqua (1983)
- Un caso de inconsciencia, dirigida por Emidio Greco (1984)
- Memoria y perdón, dirigida por Giorgio Capitani (2001)
- Los cinco días de Milán, dirigida por Carlo Lizzani (2004)

### Series de televisión
- El conde de Montecristo, de Edmo Fenoglio (1966)
- Vino y pan (1973)
- Ana Karenina (1974)
- Hombres de ciencia (1977)
- Técnica de un golpe: La Marcha sobre Roma (1978)
- Bel Ami (1979)
- Para atrapar a un ladrón Autor (1985)
- hiedra (1992)
- El gran incendio, dirigida por Fabrizio Costa (1995)
- El bien y el mal - Serie de TV, episodios 1x03 - 1x06 (2009)

## Prosa de televisión RAI
- La visita de la anciana de Friedrich Dürrenmatt, dirigida por Mario Landi, emitida el 30 de noviembre de 1973 .
- Gastone de Ettore Petrolini, dirigida por Maurizio Scaparro, emitida el 9 de septiembre de 1977.